# Monilinia demissa
Monilinia demissa är en svampart som först beskrevs av B.F. Dana, och fick sitt nu gällande namn av Honey 1936. Monilinia demissa ingår i släktet Monilinia och familjen Sclerotiniaceae.   Inga underarter finns listade i Catalogue of Life.